# Tom Prinsen
Tom Prinsen (ur. 9 września 1982 w Hengelo) – holenderski łyżwiarz szybki.

## Kariera
Największy sukces w karierze Tom Prinsen osiągnął w 2002 roku, kiedy wspólnie z kolegami zdobył brązowy medal w biegu drużynowym podczas mistrzostw świata juniorów w Collalbo. Wśród seniorów jego najlepszym wynikiem było szóste miejsce wywalczone podczas wielobojowych mistrzostw świata w Hamar. W poszczególnych biegach był tam piętnasty na 500 m, piąty na 5000 m, dziewiąty na 1000 m oraz czwarty na dystansie 10 000 m. W tej samej konkurencji był też dziesiąty na mistrzostwach świata w Hamar, jego najlepszym wynikiem było tam dziewiąte miejsce w biegu na 10 000 m. Wielokrotnie startował w zawodach Pucharu Świata, dwukrotnie stając na podium: 23 listopada 2003 roku w Heerenveen był drugi w wieloboju, a 2 grudnia 2007 roku w Kołomnie był drugi na 10 000 m. Najlepsze wyniki osiągnął w sezonie 2007/2008, kiedy był ósmy w klasyfikacji 5000/10 000 m. Nigdy nie wystąpił na igrzyskach olimpijskich. W 2010 roku zakończył karierę.